# Raszid Bilaziz
Raszid Bilaziz, Rashid Bel Aziz (ar. رشيد بلعزيز; ur. 2 listopada 1967) – marokański zapaśnik walczący w stylu klasycznym. Olimpijczyk z Atlanty 1996, gdzie zajął siedemnaste miejsce kategorii 130 kg.
Trzykrotny medalista mistrzostw Afryki, zdobył srebrny medal w 1990 i 1996 roku.
- Turniej w Atlancie 1996

Przegrał obie walki, kolejno ze Szwedem Tomasem Johanssonem i Tunezyjczykiem Omrane Ayarim i odpadł z turnieju.